# Stugara
Stugara är en bergstopp i Albanien, på gränsen till Grekland. Den ligger i den södra delen av landet, 180 km söder om huvudstaden Tirana. Toppen på Stugara är 1 806 meter över havet. Stugara ingår i bergskedjan Mourgana.